# Uvo Hölscher (philologue)
Pour les articles homonymes, voir Uvo Hölscher.
Uvo Hölscher (né le 8 mars 1914 à Halle (Saxe-Anhalt) – mort le 31 décembre 1996 à Munich) est un philologue allemand.
Il enseigne comme professeur à partir de 1954 à l'Université libre de Berlin, de 1962 à Heidelberg, puis à partir de 1970 à Munich.
Ses travaux ont surtout porté sur le début de la poésie grecque, particulièrement Homère.

## Ouvrages
- (de) Die Odyssee, Munich, Beck, 1988, 1989, 1990, 1994